# 니시무라 마사히코
니시무라 마사히코(일본어: 西村雅彦, 1960년 12월 12일~)는 일본의 배우다. 일본에서 코믹배우로도 잘 알려져 있다.

## 개요
니시무라는 1960년 12월 12일 일본 도야마현 도야마시에서 태어났다. 그는 도요 대학교(東洋大學) 사회학부에 입학하였으나, 21살에 연극을 위해 학교를 자퇴하였다. 그렇지만 연극에서 활동에 적응하지 못하고, 포기하고 다시 도야마로 돌아왔지만 24살에 나이에 다시 연극을 위해 돌아갔다. 이 기간에,니시무라는 라디오와 연극계에서 각본을 쓰며 인기 있는 배우가 되길 바라던 미타니 코키를 만난다.
니시무라, 미타니와 연극 배우들은 1983년, 코미디 희극 《도쿄 선샤인 보이즈》를 선보인다. 이 연극에는 일본 배우 카지와라 젠, 아이지마 카즈유키와 함께 연극한다. 이 연극으로 인기를 얻어, 영화화 되지만, 니시무라는 출연하지 않았다.
1990년대 초, 《도쿄 선샤인 보이즈》가 도쿄에서 큰 인기를 얻었다. 그 결과로, 니시무라는 TV 드라마 《경부보 후루하타 닌자부로》를 통해 처음으로 큰 배역을 얻어 낸다. 코키 미타니 역시 마찬가지로 캐스팅 된다.
미타니의 각본작, 1997년 영화 《웰컴 미스터 맥도날드》을 통해 니시무라는 모든 영화에서 그 해 남우조연상을 수상한다.

## 수상
- 남우조연상 《웰컴 미스터 맥도날드》 (1997)
- 남주조연상 《뉴스의 여자》 (1998)
- 가장 인기 있는 배우 (1997년)

## 출연

### 드라마
- 돌아보면 녀석이 있다 (1993)
- 경부보 후루하타 닌자부로 (1994)
- 후루하타 닌자부로 (1994)
- 임금님의 레스토랑 (1995)
- 어른의 남자 (1997)
- 총리라고 부르지마 (1997)
- 내사랑 사쿠라코 (2000)
- 신부는 별 세개(2001)
- 사랑의 힘(2002)
- 마이 리틀 쉐프(2002)
- 언제나 둘이서 (2003)
- 그녀가 죽었다. (2004)
- 황혼이혼 (2004)
- 노다메 칸타빌레(2006)
- 남도일에게 보내는 도전장 (2006)
- 소중한 것은 전부 네가 가르쳐 주었어 (2011)
- IS: 남자도 여자도 아닌 성 (2011)
- 사나다마루 (2016)

### 영화
- 웰컴 미스터 맥도날드